# آیوالی‌پینار (گوینوجک)
آیوالی‌پینار (به ترکی استانبولی: Ayvalıpınar) یک منطقهٔ مسکونی در ترکیه است که در گوینوجک واقع شده‌است.